# جو اوداگیری
جو اوداگیری (انگلیسی: Joe Odagiri؛ زادهٔ ۱۶ فوریهٔ ۱۹۷۶) یک هنرپیشه اهل ژاپن است.
از فیلم‌ها یا برنامه‌های تلویزیونی که وی در آن نقش داشته‌است می‌توان به جنگجو و گرگ و با کایجو مرده چه کنیم؟ اشاره کرد.